# 日産・マーチ K11
マーチ K11は、日産自動車が1992年（平成4年）から2002年（平成14年）まで製造していたコンパクトカークラスのハッチバック型乗用車である。

## 概要
ボディ形式は初代に引き続き3ドアと5ドアのハッチバック型、後期型にはワゴン型「マーチBOX」やオープンモデルの「カブリオレ」もラインナップされていた。また、台湾オリジナルモデルとして、3ボックス（ノッチバック）型のセダンや国内仕様のボレロやルンバに似たクラシカルモデル「ベリータ」（VERITA）があった。
フルCセグメントクラスのセダンの初代・P10型プリメーラやフルBセグメントクラスのハッチバック、およびセダンの4代目・N14型パルサーと同じく、日欧両市場を主要マーケットとして、欧州車と比肩しうる性能や快適性、合理的なパッケージングを実現することを目標として開発された。「安かろう悪かろう」とスタイルを強調した「スモールキャビン」が普通であった当時の日本製コンパクトカーの中では異彩を放つ存在であり、日本におけるコンパクトカー市場の革命児とまで称された。
プラットフォーム及びエンジンは新開発され、1.0/1.3LのCG型エンジンを搭載、5速MT/4速ATに加えて、資本提携で事実上傘下に収めていた富士重工業（現・SUBARU）から供給を受けたN-CVTを組み合わせていた。CVTの採用は日産では初である。なお、マーチBOXにはニーズを考慮してか5MTは一切設定されず4ATかCVTを選択できた。
日本市場での販売実績は、モデルサイクル全般にわたって堅調なもので、マーチに対抗できる商品力を持つ競合車が1995年の5代目トヨタ・スターレットや1996年のホンダ・ロゴやマツダ・デミオ、1998年のダイハツ・ストーリア/トヨタ・デュエットまで登場しなかったことや、バブル崩壊に伴い、コンパクトカーの経済性が見直されてきたことなどの要因から、登場から4年後の1996年度にはそれまでの記録を更新する142,000台を販売し、ライバル車が新型となってマーチより商品力が向上したものの、マーチの人気は非常に高く好調な販売が晩年まで続いた。当時の日産は莫大な有利子負債を抱え、深刻な経営状態となっていたが、その時期を支えた車種の一つである。このモデルから、日産で初めて、全店舗併売された。
その後トヨタ・ヴィッツ、ホンダ・フィット、スズキ・スイフトなど、競争力の高いコンパクトカーが他社から続々と登場したこともあり、販売台数は若干落ちたものの、2001年製の最終モデルでも月間5,000台程度の安定した販売実績を残している。生産工場はK10型同様村山工場であったが、閉鎖後は追浜工場に移管された。
2代目マーチの基本コンポーネンツを流用して開発された車種も複数ある。1998年に誕生したトールワゴン・初代「キューブ」の他に、レトロ風のメッキグリルを持ち、リアオーバーハングを延長し独立したトランクルームを備え、前後をバンデン・プラ風に仕立てた「コペル・ボニート」（ミヤセ自動車）、「ビュート」（光岡自動車）、エンジンチューン、機能的なエアロパーツを外装に持つトミーカイラ「m13(初代)」（トミタ夢自動車）、クラシカルな外観を持つ「トキオ・プリンセス」（ムーク）や、日産と無印良品とのコラボレーションモデル「Muji Car 1000」も生まれている。

### 受賞歴
K11型の評価は日本国内外ともに高く、日本カー・オブ・ザ・イヤー（1992）、RJCカー・オブ・ザ・イヤー（1992）をダブル受賞、欧州でも欧州カー・オブ・ザ・イヤー（1993）を日本車としては初めて獲得する快挙を成し遂げた。これら3賞を同時受賞した日本車は1999年登場のヴィッツ（欧州名・ヤリス）まで登場しない。
- 1992年10月 - 通商産業省選定グッドデザイン賞を受賞。
- 1992年11月 - 日本カー・オブ・ザ・イヤー受賞。
- 1992年11月 - RJCカー・オブ・ザ・イヤー受賞。
- 1993年 - 欧州・カー・オブ・ザ・イヤー受賞。日本車初の快挙である[2]。

## 年表
1992年1月24日
初のフルモデルチェンジ。
1992年4月
最廉価グレードの「E♭」を追加。
1992年8月
英国サンダーランド工場で現地生産を開始。
1993年1月11日
一部改良。装備の充実化や、ボディカラーにモーブグレーグラファイトパールと入れ替わる形で新たにスーパーブラックの追加設定。1.0LエンジンにN・CVTを組み合わせた「B♭」追加。また、「E♭」のAT車が廃止された。
1993年4月22日
欧州、日本、RJCの各COTY受賞を記念した特別仕様車「V3 AWARD」設定。ボディカラーは黒と赤の2種類のみ。なお、同年6月末までの期間限定販売となる。
1993年11月
一部改良により、助手席エアバッグ設定、エアコンの冷媒を新冷媒に変更。1.0Lモデルが全車、タイヤとホイールのサイズがそれぞれ12インチから13インチに変更され、トリップメーターが全車に標準装備となる。これに伴い「アウトストラーダ」（5ドア専用グレード）、「i・z セーフティグリップパッケージ仕様車」を追加、および「E♭」を廃止。なお、アウトストラーダとはイタリアの高速道路の意。
1994年3月
台湾市場にて4ドアセダンを発売。5ドアハッチバックをベースに、後部を300 mm伸ばし全長3995 mmとした。
1994年12月15日
一部改良。運転席SRSエアバッグを全車標準装備化するなど安全装備を中心とした装備の充実化。「アウトストラーダ」に5速MT車を追加。
1995年4月17日
運転補助装置付きモデル「アンシャンテ」がオーテックから発売。
1995年12月4日
一部改良。内外装意匠の一部変更のほか、装備の充実化、新色の追加などを行った。また、1.0Lの3ドアに「G」を追加。
1996年6月10日
オーテックジャパンより、レトロ調特別仕様車「タンゴ」を発売。
1996年6月26日
特別仕様車「F♯」設定。
1996年10月14日
特別仕様車「D♯」設定。
1996年11月1日
マーチ誕生15周年を記念した特別仕様車「コレット」設定。翌年3月末までの期間限定販売となる。
1997年5月26日
マイナーチェンジ。ほぼ全車にデュアルエアバッグ、ABSを標準化。インパネは助手席エアバッグの装着に伴い形状が変更される。外観の変更点としてグリルがフード一体型に変更された。特別仕様車の「コレット」はカタログモデル化。以後「i・z - f」に代わって主要グレードになる。
1997年8月20日
電動ソフトトップを持つオープンモデル「マーチカブリオレ」が登場。
1997年10月14日
丸型ヘッドランプとメッキグリルを持つレトロ調特別仕様車「ボレロ」を設定。
1997年12月4日
1960年代英国風テイストの「ジューク」追加。赤と黒のツートンカラーが特徴。
1998年1月20日
「A♯」および「ジューク」の1.3Lモデルに4速AT車が追加。また、「ジューク」と同様の内装（ブラックの内装色、本革巻き４本スポークステアリングホイール、メーターパネルのレッド加飾、本革・エクセーヌコンビシート、赤色のフロアカーペット）を「A♯」「コレット」においても「インテリアパック」としてオプション設定した。
1998年4月
英国生産モデルに、プジョー製1.5L TUD5型ディーゼルエンジンを搭載。
1998年10月
カブリオレ廃止。
1998年11月4日
コレットをベースに専用シートクロスやカラードドアハンドル&ライセンスランプカバーなどを装備した「コレットL」を追加。同日、オーテックジャパンにより丸型ヘッドランプとメッキグリルを備えたレトロ調特別仕様車「ルンバ」を設定。
1999年9月
英国生産モデルが、累計生産100万台を達成。
1999年11月9日
マイナーチェンジ。1.0L CG10DE型の出力向上、1.3LエンジンのCGA3DE型への変更を実施。無段変速機「Hyper CVT」搭載モデルやマーチとしては初の4WD車も設定された。外観の変更点としては、ヘッドランプのレンズがマルチリフレクター化された点と、テールランプ造形が変更された点が挙げられる。また、リアオーバーハングを延長したステーションワゴン風モデル、WK11型「マーチBOX」も登場した。
2000年5月9日
モール類をカラード化した特別仕様車「ホワイトリミテッド」設定。ボディカラーは限定のシルキースノーパールのみが設定された。
2000年10月10日
一部改良、および仕様変更。エンジン改良などを行い「平成12年度排出ガス基準25%低減レベル（G-LEV(☆)）」を達成。また、内装を一部変更し、グレード体系も見直し。同時にコレットをベースに、アウトストラーダと同形状のメッシュグリルやフォグランプ一体型フルカラードバンパーなどを装備した「Mia」（ミア）を追加。
2000年12月26日
コレットをベースに、フロント&リアバンパーモールやサイドガードモールを車体色化した女性向け特別仕様車の「カジュアルリミテッド」を設定。同時にオーテックジャパンの手による丸型ヘッドランプが特徴の特別仕様車「ポルカ」を設定。
2001年4月18日
仕様変更、およびK11型国内登録累計100万台達成記念車「コレット-f」を発売。フロント・リアのバンパーモール、サイドガードモール、アウトサイドドアハンドル、ライセンスランプカバーを車体色化した。これに伴い「マーチBOX」が廃止。
2001年5月11日
無印良品とのコラボレーションモデル「Muji Car 1000」発売。1000台限定。ベースのマーチよりも簡素なデザインや実用性を重視した仕様・装備が特徴。
2002年2月
生産終了。在庫対応分のみの販売となる。
2002年3月
3代目にフルモデルチェンジして販売終了。
2003年
オーテックジャパンの手によるスペシャルモデル「MID-11」公開。3ドアをベースに、(W)HP12型プリメーラ/プリメーラワゴンに搭載されている可変バルブタイミング機構を備えたSR20VE型エンジンに6速MTを組み合わせ、204ps・21kgf·m/sの性能を発揮した。エンジンはリアシート部分へ横置きしていた。

## 備考
- エクステリアデザイン開発では、当時の厚木NTC[注釈 9]内デザインセンター[注釈 10]で日本ユニシスと共同開発中だった日産初の造形意匠用CADシステムである「STYLO（スタイロ）」が、試用段階ではあったが、初めて造形の初期段階から運用された。
- 日本国内のグレード名は「マーチ（=行進曲）」という名前にちなんで「G♯/A♯/B♭/E♭」といった英米式音階表記となっていた。「♯」は1.3L車、「♭」は1.0L車をそれぞれ示す。初代後期からの人気グレード「i・z - f」は例外であるが、「f」にフォルテ（強弱記号）を用いることでイメージの統一を図っていた。
- 台湾の裕隆日産汽車ではマーチのハッチバック型が「行進曲」という名前で現地生産されていたほか、このモデルが2007年秋まで継続して生産されていた。
- フランスでは氷上レース（＝アンドロス・トロフィー）を戦うために、A32型セフィーロ用VQ30DEエンジンと4WDシステムをミッドマウントしたスペシャルモデルが開発された事がある。

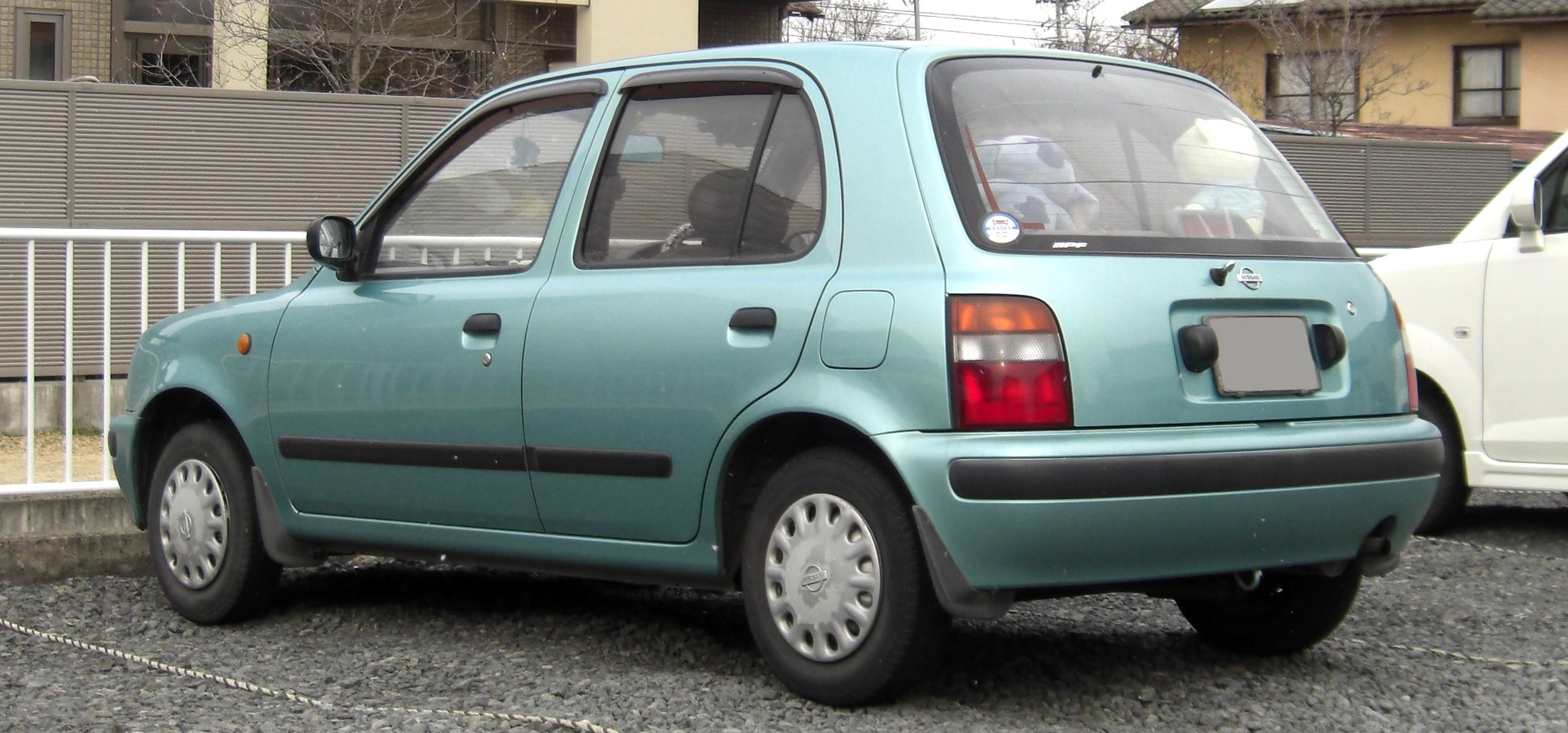
後面（1992年1月発売型）
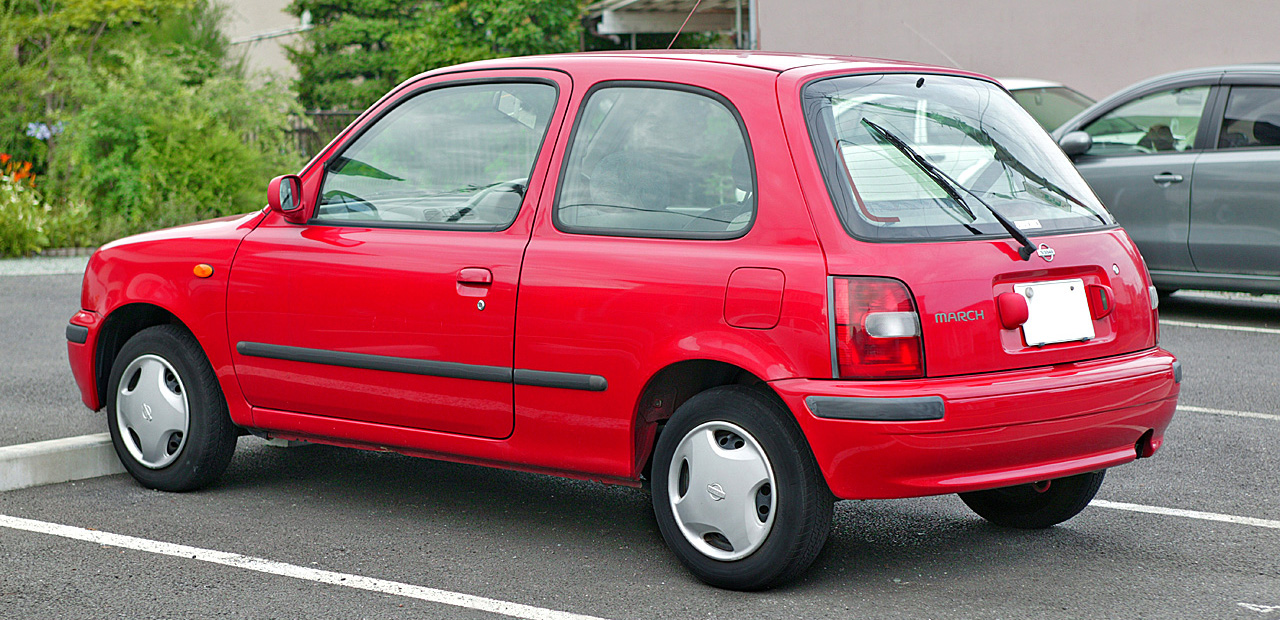
後面（1997年5月発売型）
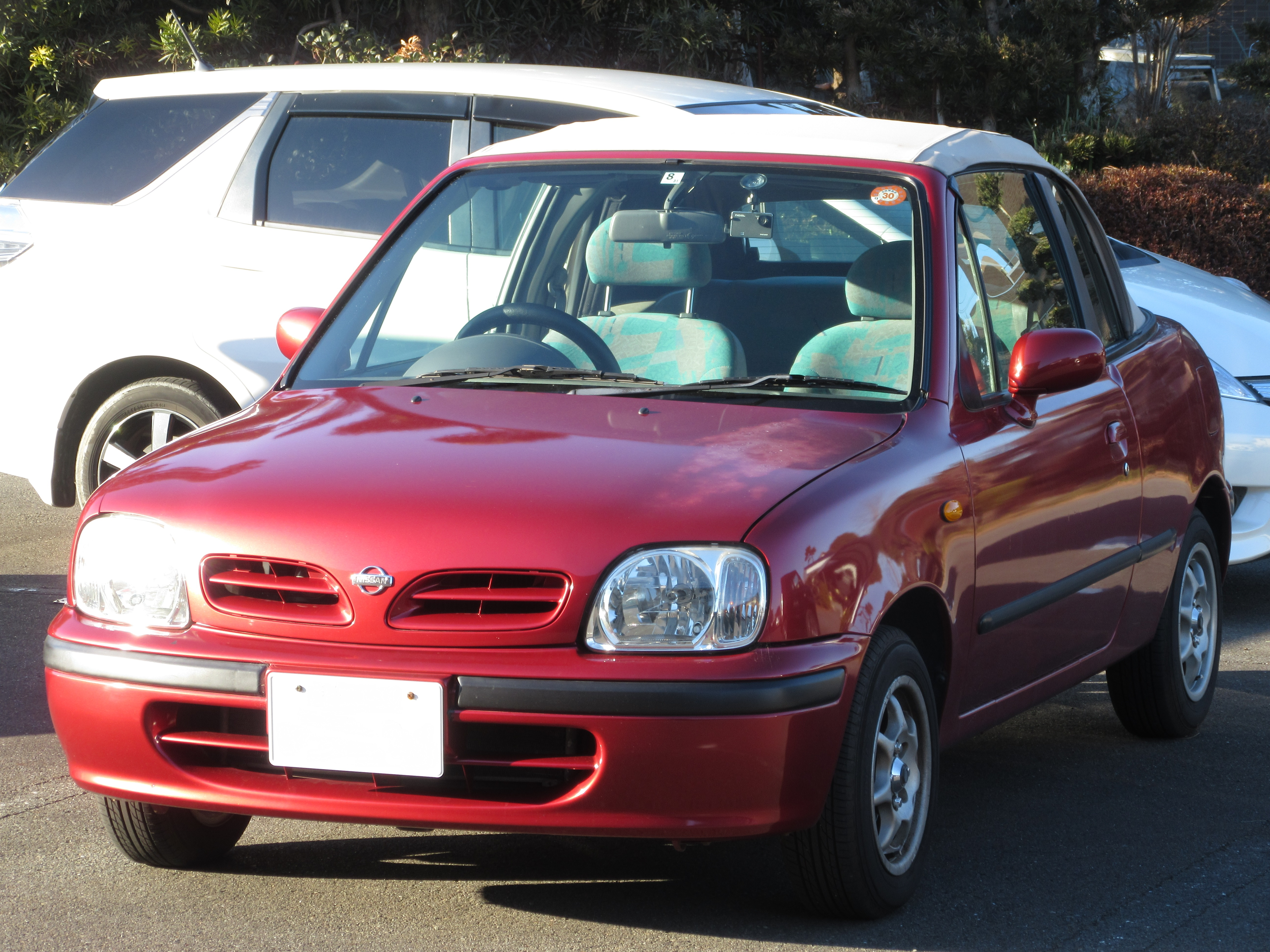
マーチカブリオレ　前面
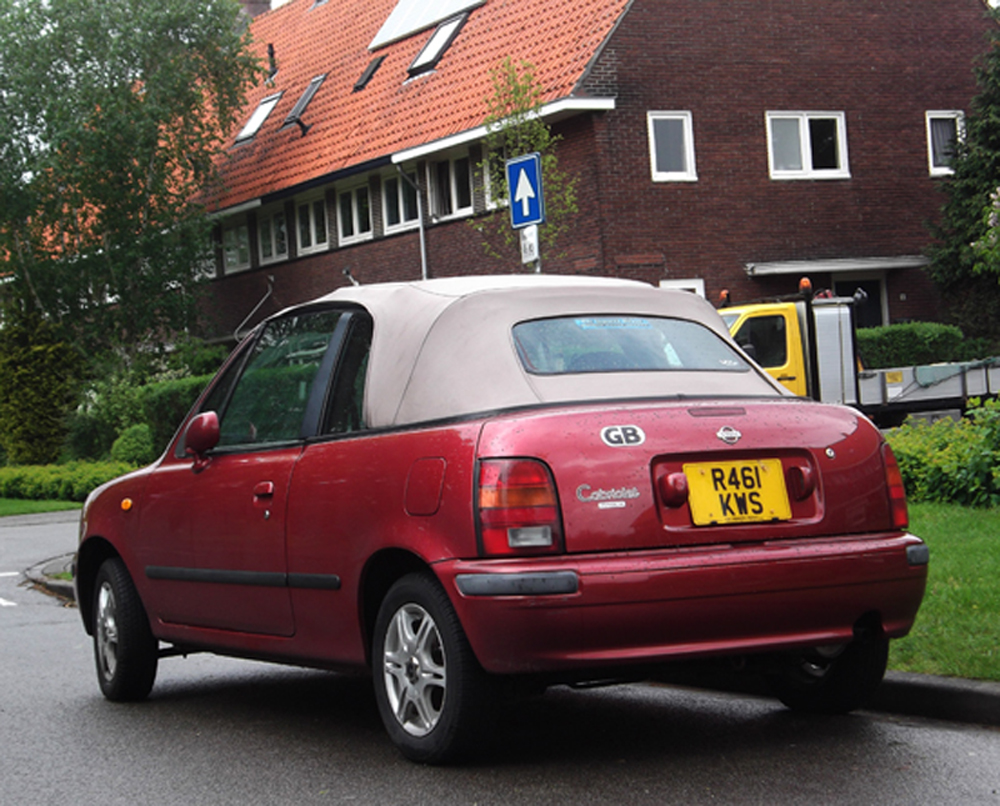
マーチカブリオレ　後面
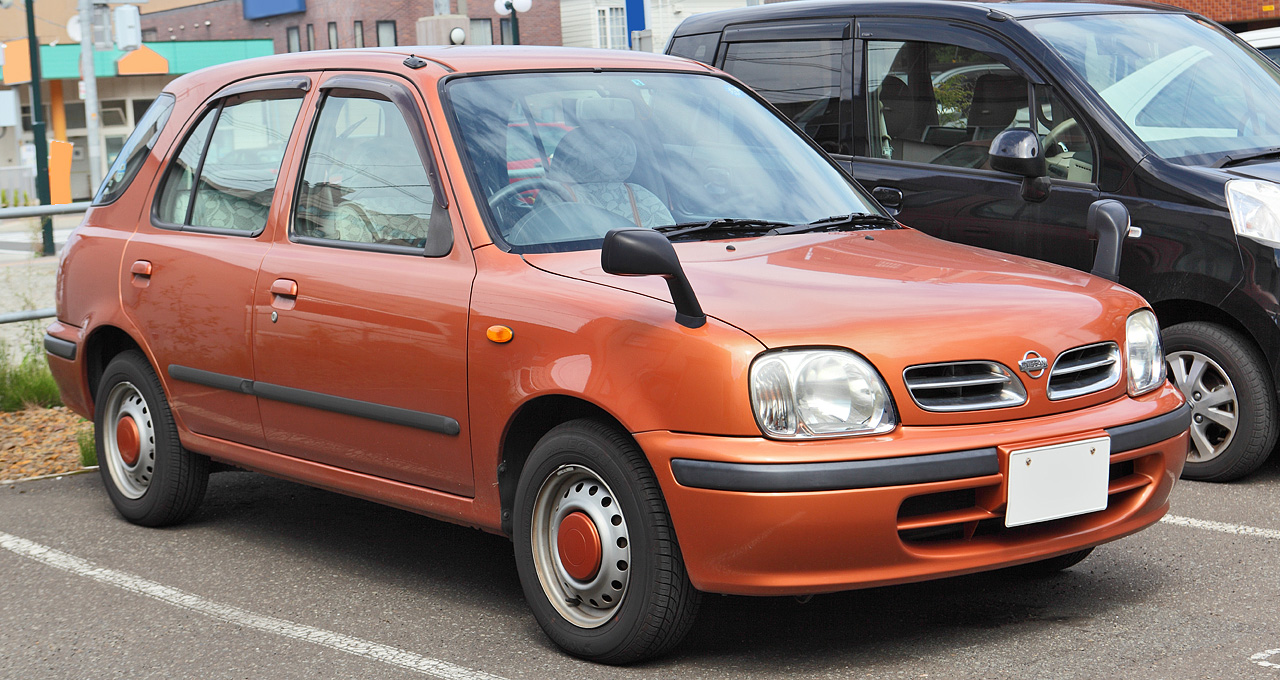
マーチBOX　前面
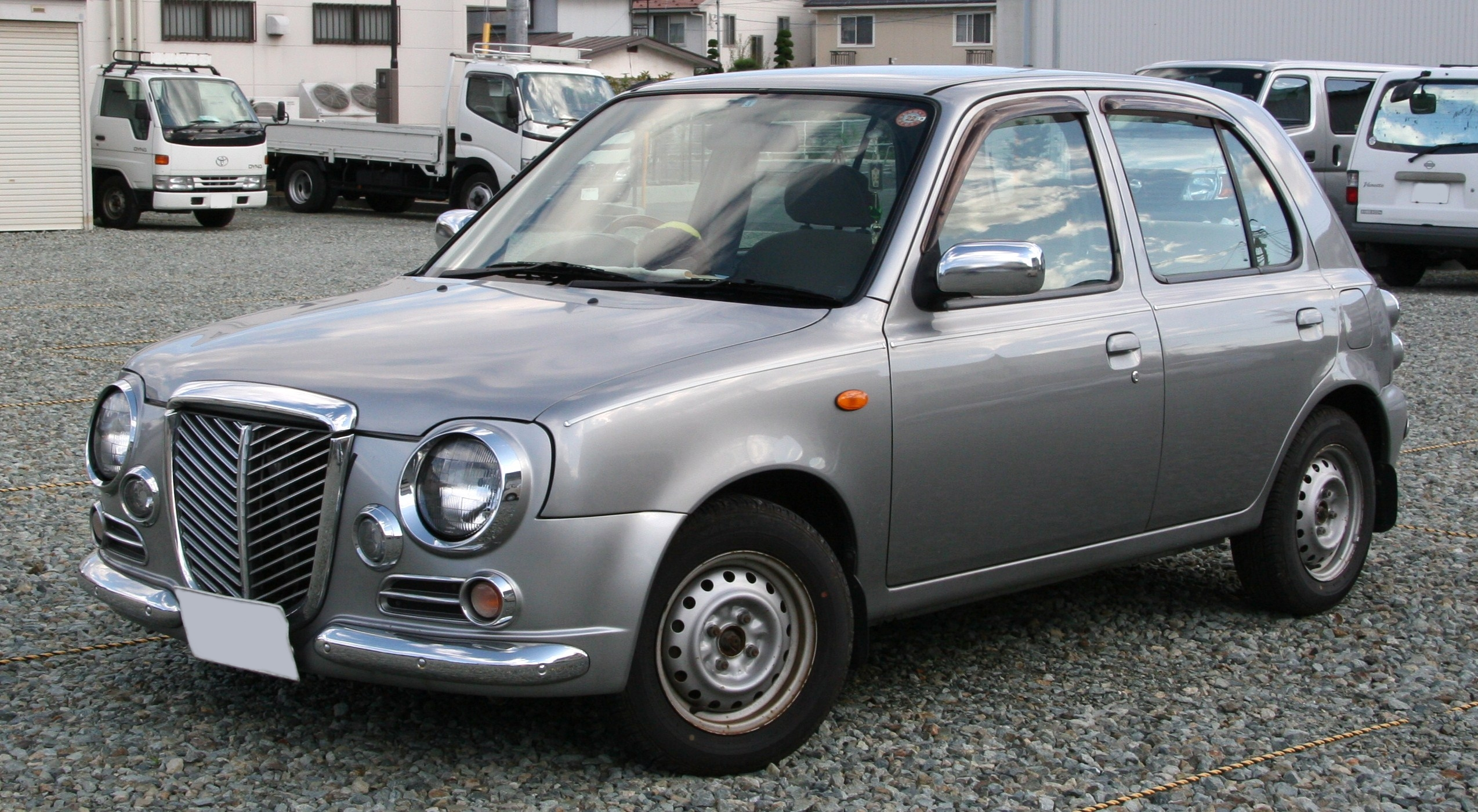
マーチボレロ 前面
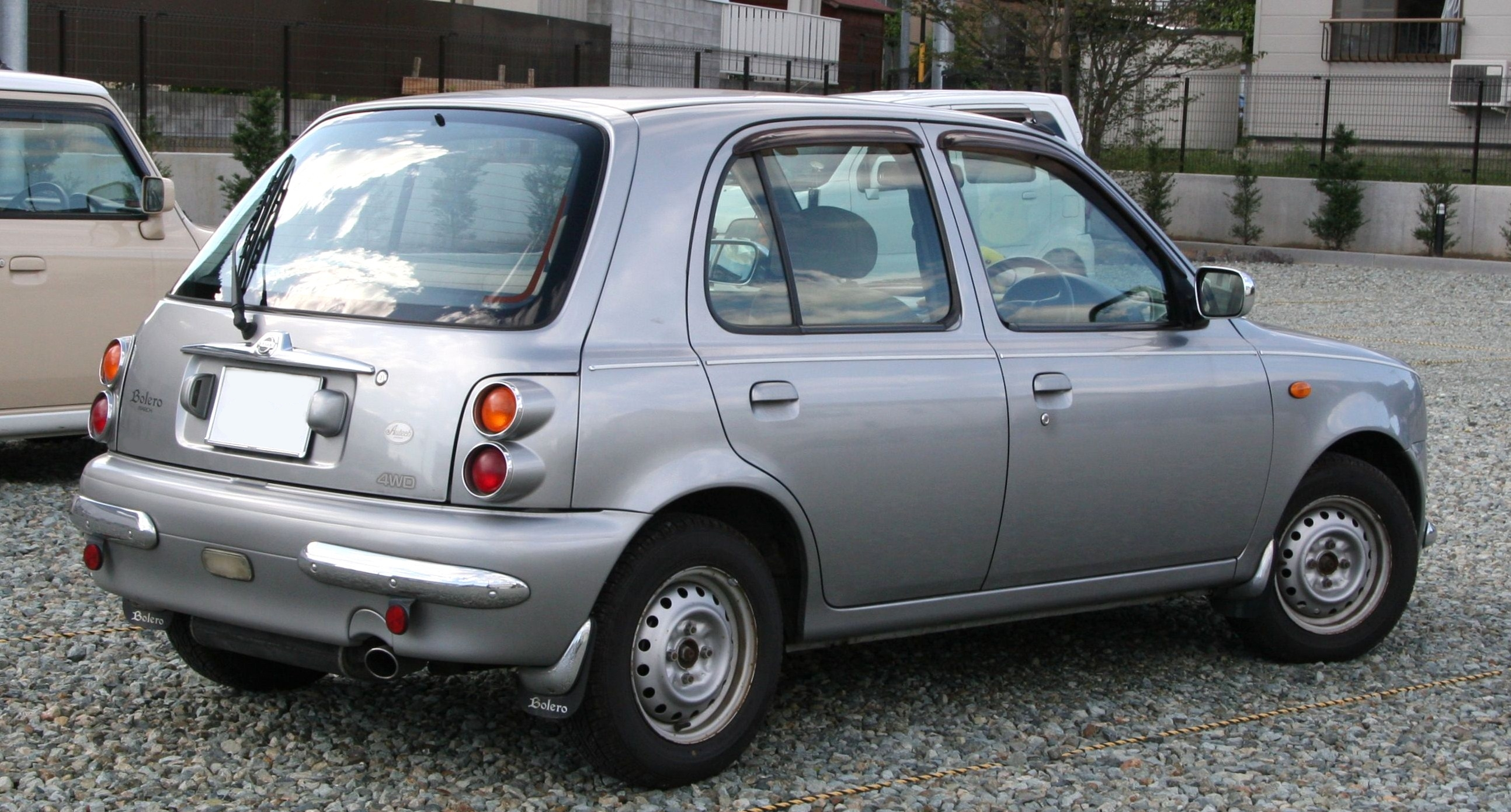
マーチボレロ 後面
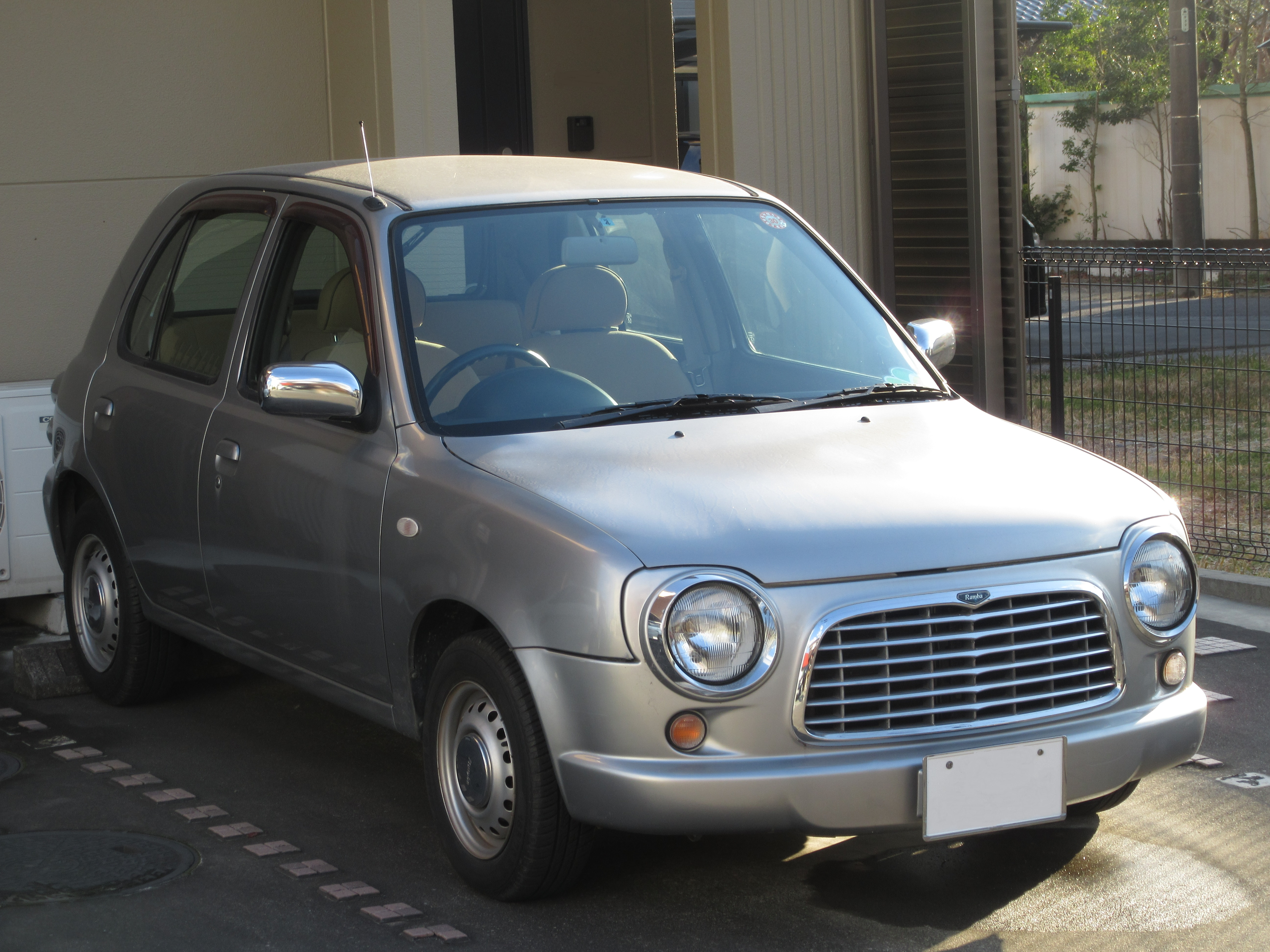
マーチルンバ 前面

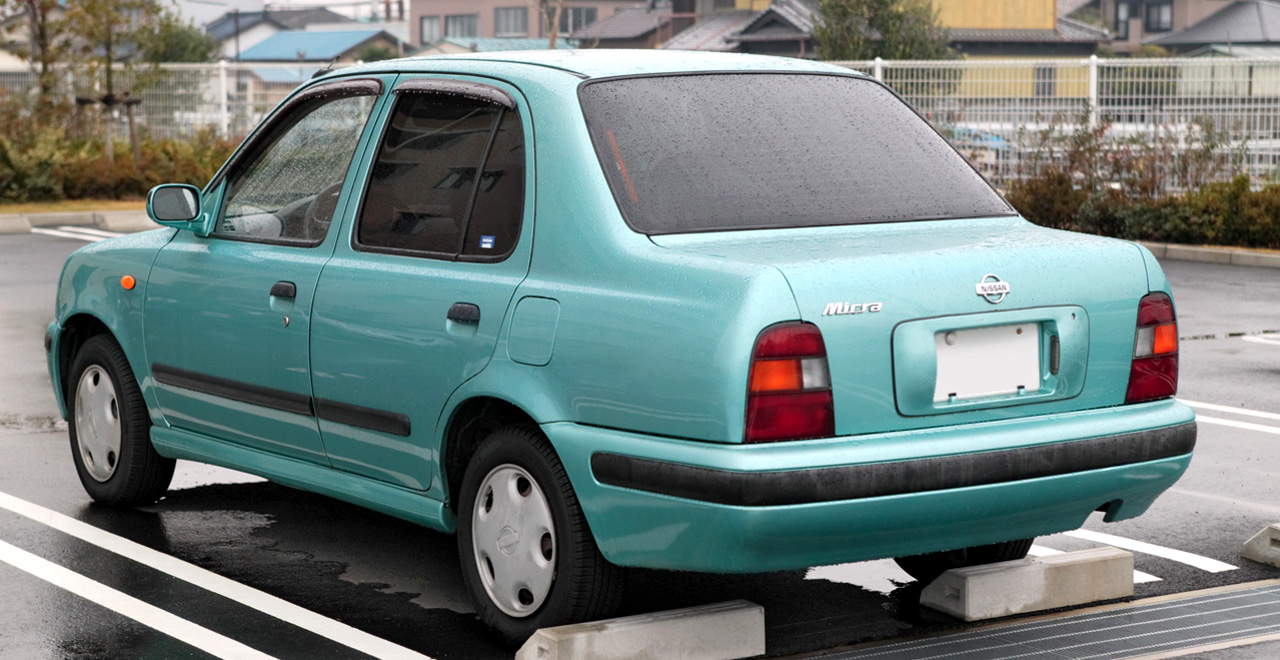
裕隆日産汽車股分製 マーチセダン（後面、1992年型）
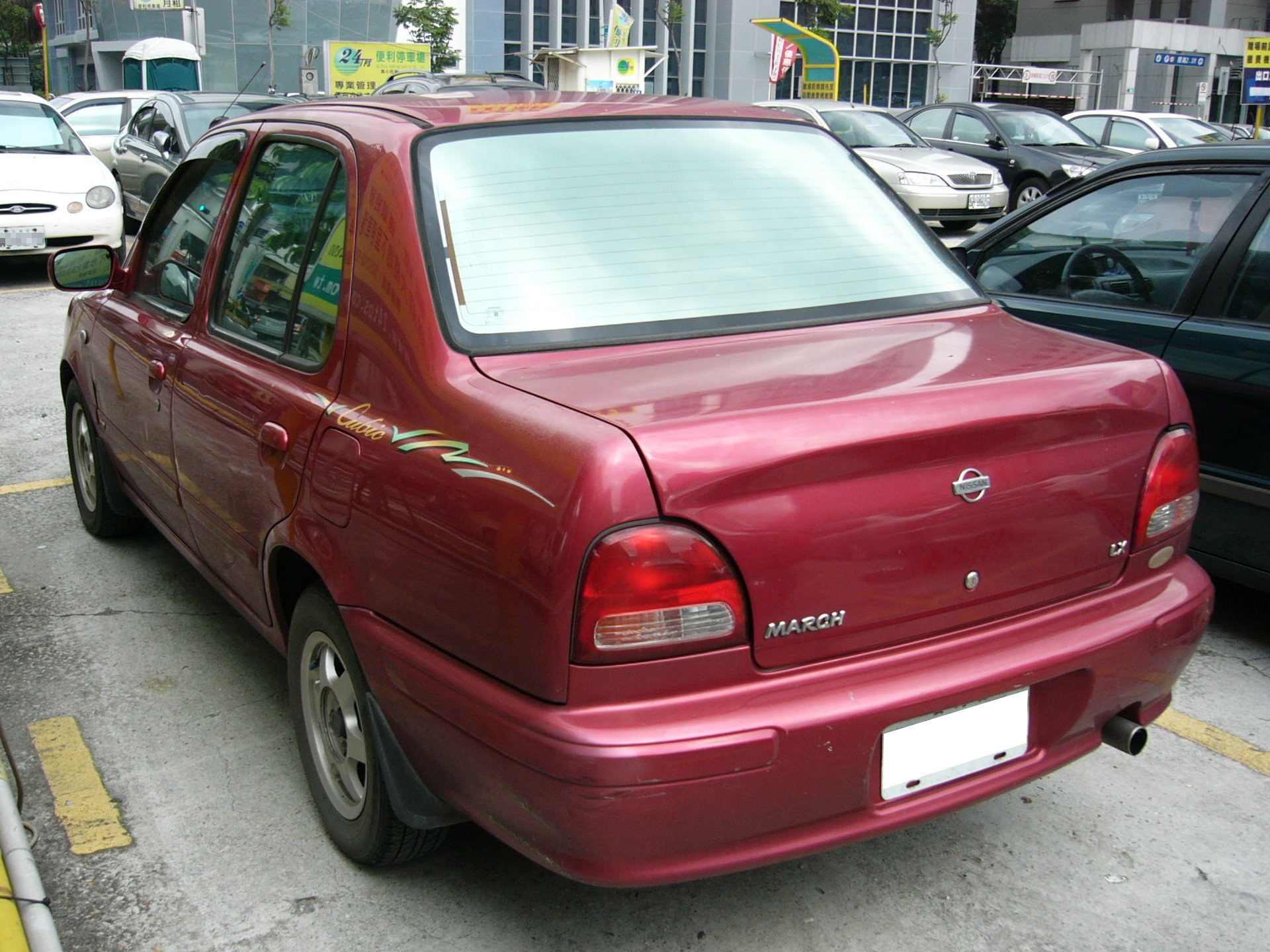
裕隆日産汽車股分製 マーチセダン（後面、1999年型）
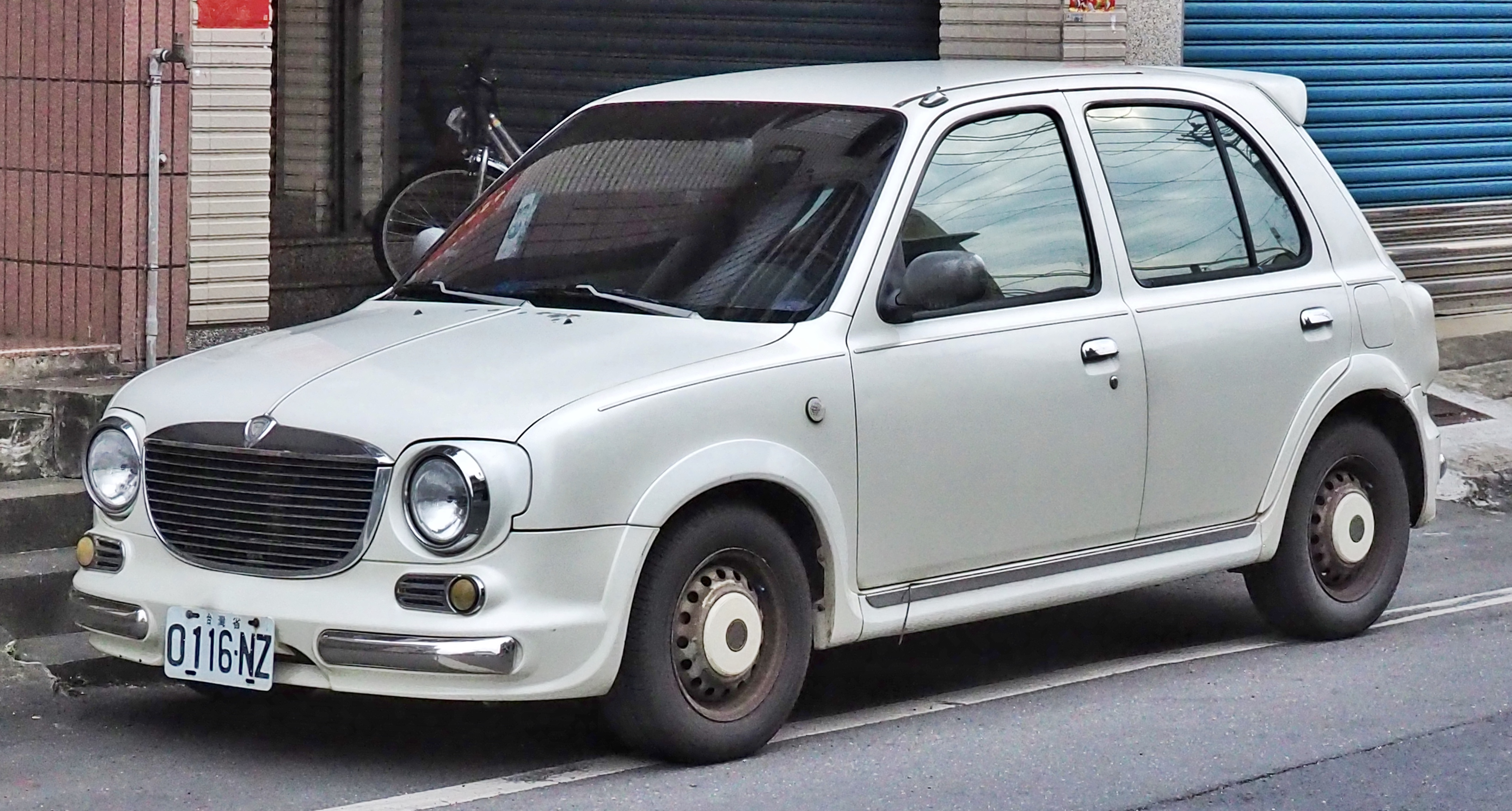
裕隆日産汽車ベリータ　前面
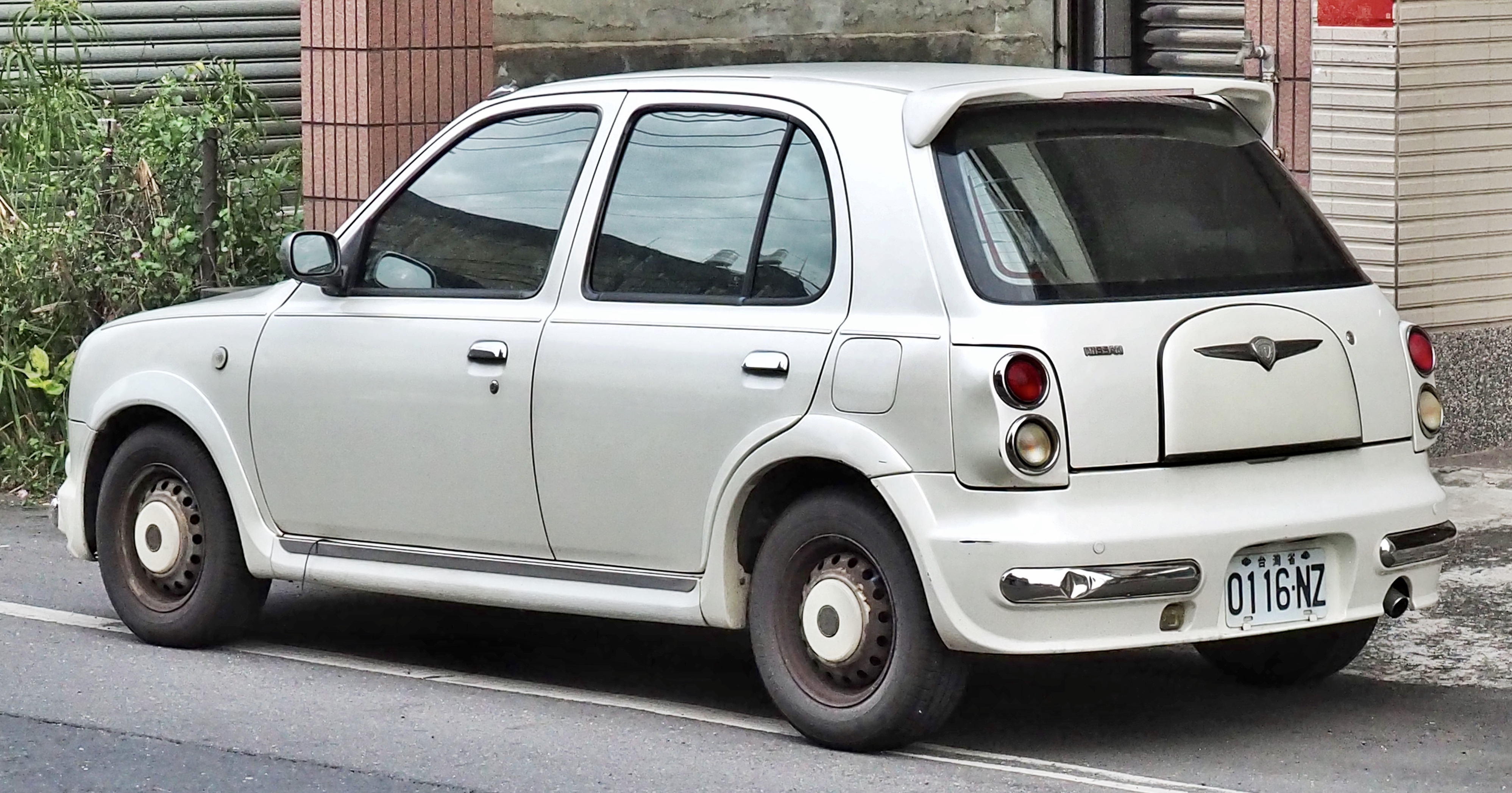
裕隆日産汽車ベリータ　後面
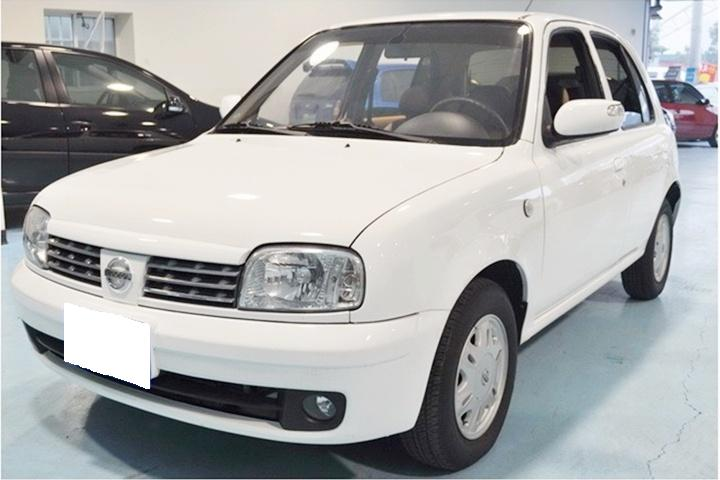
台湾仕様　2005年型　前面
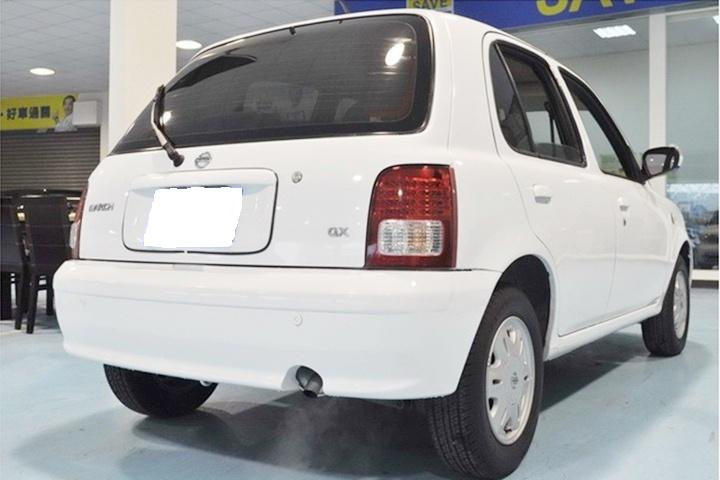
台湾仕様　2005年型　後面
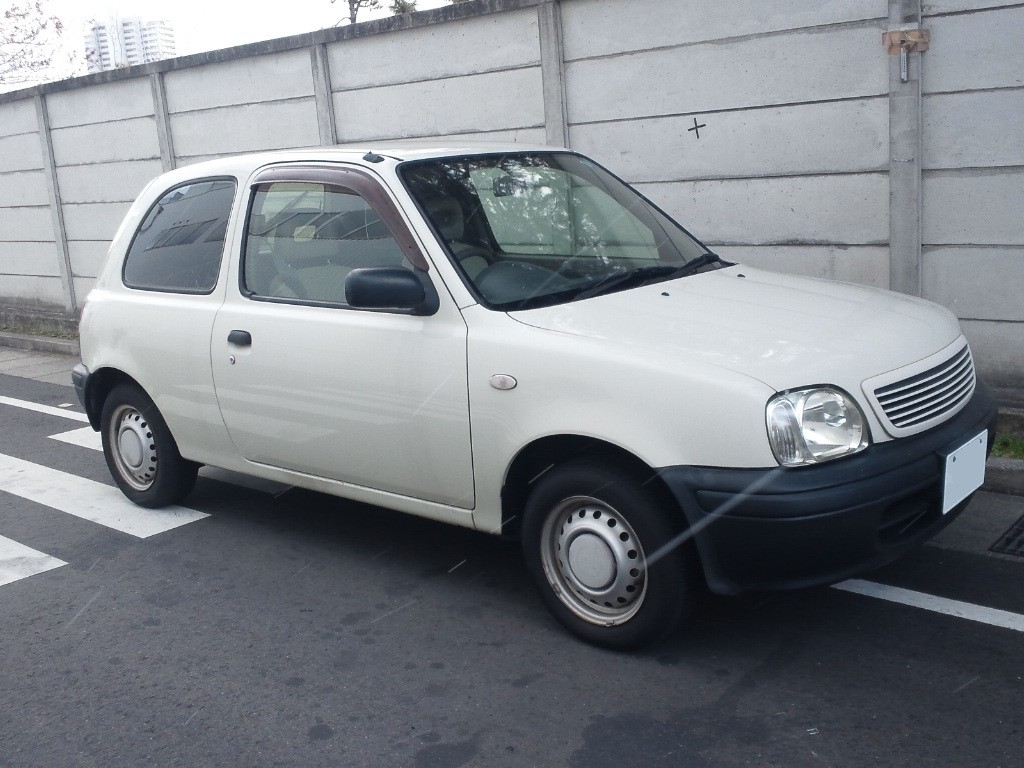
ムジ・カー 1000